# Петър Краевски
Петър Краевски е български поет и хуморист.

## Биография
Роден е на 16 август 1969 г. в Пловдив. Завършил е Английска гимназия (1988). Магистър по специалността „Английска филология“ в Пловдивския университет „Паисий Хилендарски“. Доктор хонорис кауза на в. "Пловдивски Университет". 
Петър Краевски е бил автор и водещ на сатиричното радио и телевизионното предаване „Петкраски“. Дългогодишен сътрудник е на редакция „Хумор, сатира и забава“ към БНР, „Златният кос“, в. „Стършел“ и др., редактор на сатирични страници в множество печатни медии. Бил е главен сценарист на предаванията „Звездно вариете“ по VTV и „В неделя със...“ по БНТ 1. Автор и водещ на предаването „Алтер его“ по Радио Пловдив.
Автор е на осем книги: една с афоризми, две с хумористична поезия, три с поезия, един роман и една с хумористична проза. Последните му шест книги са издадени в ИК „Жанет 45“. Петър Краевски присъства като автор в няколко поетични антологии, както и в "Антология на българския афоризъм" под редакцията на Турхан Расиев;  "Антология на българската епиграма на ИК" Чернат" и в."Стършел"; Антология на световните афоризми" Aforisticamente", Италия, Антология на българския афоризъм "Трън и Роза", издаден в Сърбия, съставител - Александър Чотрич и др.

## Награди
- Национална награда "Чудомир" за хумористичен разказ, 2022 г. и майсторско свидетелство от в. "Стършел".
- "Сребърен Ирелевант" за разказ, 2023 г.
- Номинация за Националната награда "Сирак Скитник" за авторското радио предаване "Алтер его", БНР, Радио Пловдив за 2019 г.
- Първа награда в категорията „хумористично предаване“ за сатиричното си шоу „Петкраски“ и специална награда в категорията „радиопредаване за етносите“ за предаването „Етно форум“ на международния конкурс „Сребърна вълна“, Албена, 2002.
- Наградата за най-добро есе на Международния фестивал "Орфей" за 2024 г.
- Националната награда „Светлоструй“ за най-добра поетична книга на извънстоличен автор за периода 2006-2008 за книгата му „Сомнамбул“ от 2006.
- Лауреат на логото „SMS поезия” в конкурса за поезия на НДК, 2006 г.
- Номинация за Награда Пловдив за стихосбирката "Изгорени писма", ИК "Жанет 45", 2016 г.
- Първа награда на списание „Едно“ за кратък разказ, 2007 г.
- Първа награда на Националния конкурс за хумор и сатира в Кубрат, организиран от БНР, Редакция "Хумор и сатира" на Програма "Христо Ботев", 2006 г.